# 顔ハメ看板

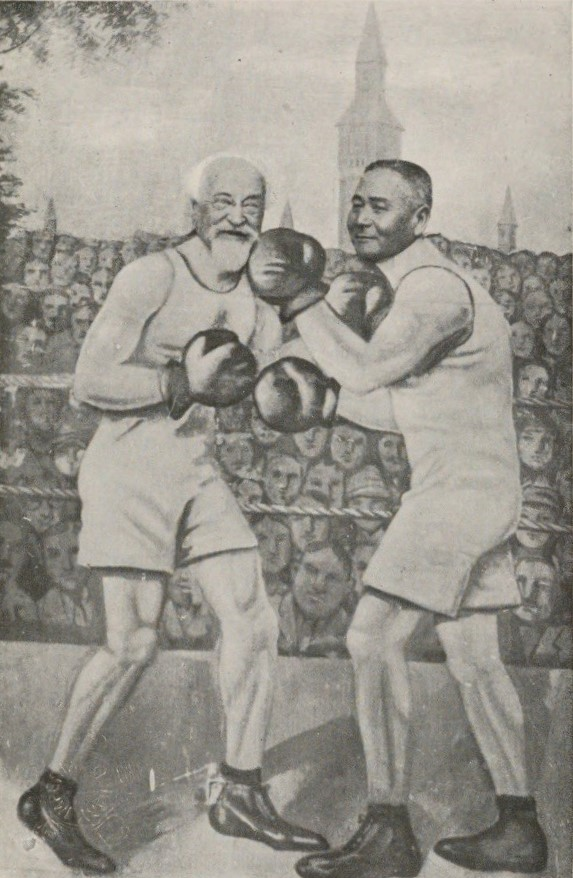
顔ハメ看板を楽しむ岩崎清七とデンマーク大手セメント会社シュミット社社長。1929年。コペンハーゲン

顔ハメ看板（かおハメかんばん）とは、観光地などで見られる記念写真用の看板状の物体のこと。顔出し看板（かおだしかんばん）、顔出しパネル（かおだしパネル）、あるいは単に顔ハメなどとも。
英語では「comic foreground（=前景）」などと呼ばれる。

## 概要
キャラクターが描かれた板の顔部分がくり抜かれており、撮影される人物が板の後ろ側に立ち、くり抜かれた穴から顔を出してその様子を撮影する。子供でも利用できるように後ろ側に踏み台が付けられていることが多い。
人の肖像写真を撮るときに、撮影される人が、こっけいな体の絵を描いた板を両手であごの下に掲げ、顔と絵を組み合わせて撮影するという「コミック・フォアグラウンド」の特許が、1874年に風刺画家のカシアス・マーセラス・クーリッジによって取られている。今日の顔ハメ看板と似たような、等身大の風刺画の看板に人が顔をはめるようなものがこれ以前から存在したとみられるが、クーリッジが特許を取ったものが非常に成功したことから、クーリッジが顔ハメ看板の発明者といわれるようになった。

## 日本での例
記念写真用のアイテムとしてもっぱら観光地やレジャー施設に置かれているが、イベント会場などに設置される例もある。
設置場所が城であれば武将など、描かれているキャラクターはその場所に関わるものが多いが、中には「キャラクター」とは言い難いものも散見される。
小説『金色夜叉』の舞台となった熱海に設置された「貫一・お宮」看板が国内で最初という説があるものの、その時期も含めて定かではない。かつては各地の観光地で地元の看板屋が作成していたというが、近年では印刷技術が進んだために手描きのものは減少している。
なお、古い顔ハメには「フジカラー」のロゴが入ったものが見られることから、富士写真フイルムが「写ルンです」の販促用に製作したという説があるが、これは同社によって否定されている。
1980年の「いい旅チャレンジ20,000km」の開催期間中には、主催した日本国有鉄道（現・JR）各線の始発・終着駅において、駅員の姿絵と駅名が描かれた「顔ハメ看板」が設置される例も多かった。
2023年にはメガハウスがこれを題材にしたアナログゲーム、『顔、はめるゲーム』を発売予定である。

## 日本以外の例
台湾や韓国、ハワイに設置が確認されている。

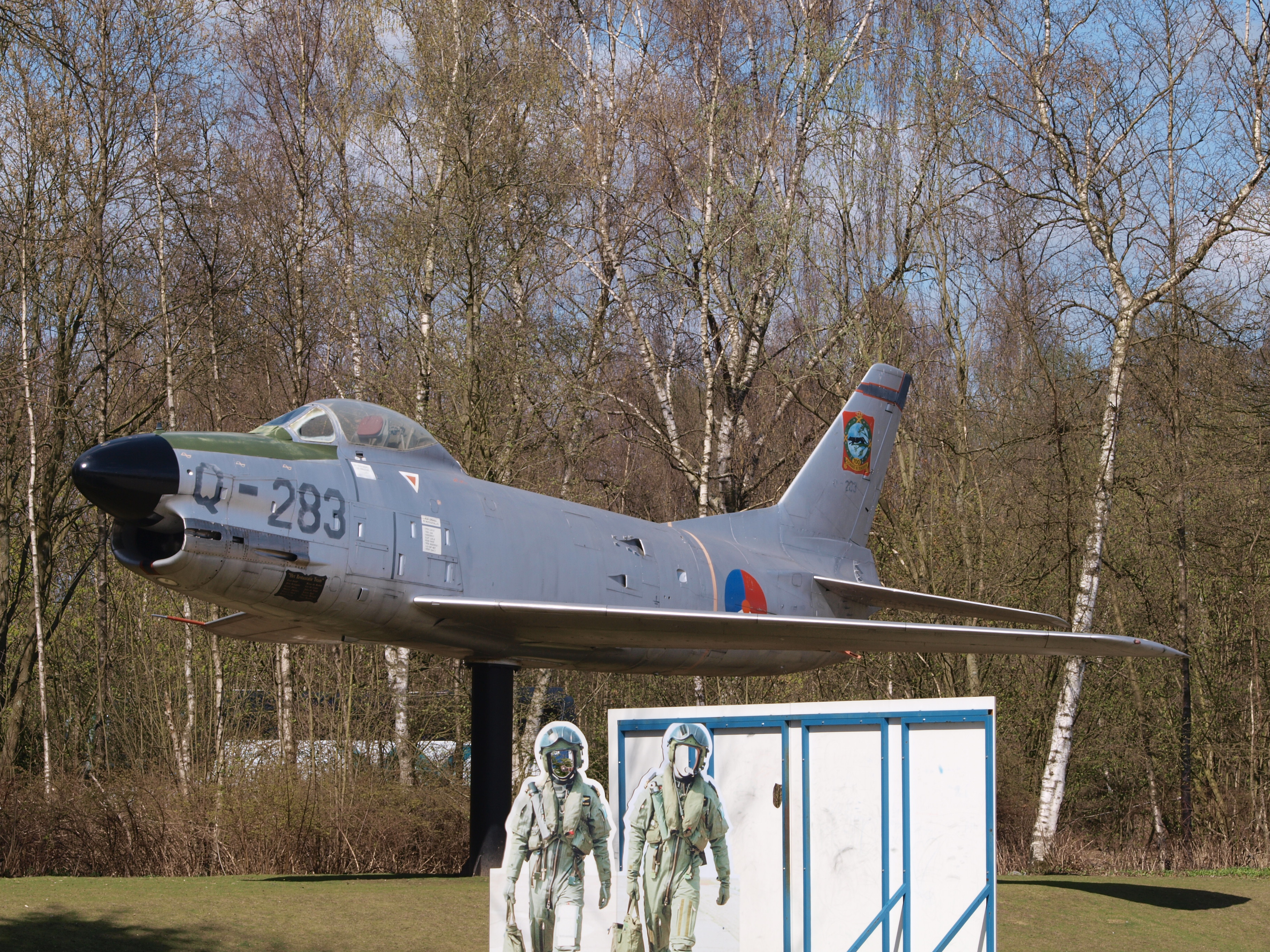
オランダ空軍博物館にあるパイロットの顔ハメ看板（手前）。奥のF-86K戦闘機と一緒に記念写真を撮ることができる位置に置かれている
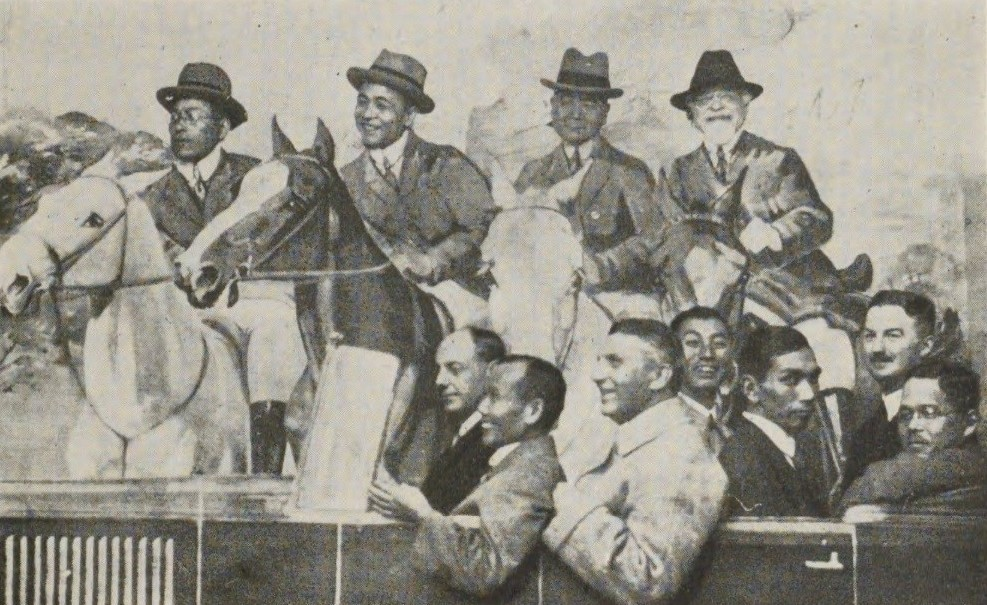
ベルリンの顔ハメ看板。1929年

## 関連文献
- 塩谷朋之 編『顔ハメ看板ハマり道』自由国民社、2015年8月28日。ISBN 978-4-426-11981-2。